# Război nuclear

Stocurile de focoase nucleare din Statele Unite și Uniunea Sovietică / Rusia în perioada 1945-2006. Aceste numere reprezintă stocurile totale, inclusiv focoasele care nu sunt utilizate în mod activ (inclusiv cele care sunt rezerve sau cele programate pentru desființare). Numărul de focoase active / operaționale ar putea fi mult mai mic în prezent, circa 5700 - 5800 în Statele Unite.

Războiul nuclear (sau războiul atomic) este un conflict militar sau o strategie politică în care sunt folosite arme nucleare. În comparație cu războiul convențional, războiul nuclear este mult mai distructiv ca rază și grad de afectare. Un război major nuclear ar putea avea efecte grave pe termen lung, în primul rând din cauza radiațiilor, dar și datorită poluării atmosferice care, posibil, ar duce la o iarnă nucleară, care ar putea dura decenii, secole sau chiar milenii, după atacul inițial, în funcție de numărul de bombe nucleare lansate.
După prăbușirea Uniunii Sovietice în 1991 și sfârșitul așteptat al Războiului Rece, amenințarea unui război nuclear major între superputeri a fost, în general, mai scăzut. De atunci, îngrijorarea față de armele nucleare s-a mutat la prevenirea conflictelor nucleare rezultate din proliferarea nucleară și amenințarea terorismului nuclear.
Doar două arme nucleare au fost utilizate pe timp de război, ambele declanșate de Statele Unite aproape de sfârșitul celui de-al doilea război mondial. La 6 august 1945, un dispozitiv cu uraniu (nume de cod "Little Boy") a fost detonat deasupra orașului japonez Hiroshima. Trei zile mai târziu, la 9 august, un dispozitiv pe bază de plutoniu (nume de cod "Fat Man"), a fost detonat deasupra orașului Nagasaki, Japonia. Aceste două atacuri cu bomba nucleară au dus la moartea a aproximativ 200.000 de oameni (majoritatea civili).

## Criza din Ucraina
Mihail Gorbaciov a afirmat în 2015 că tensiunile dintre Rusia și Occident din cauza crizei din Ucraina pot declanșa un război nuclear.